# Martinès de Pasqually
Pour les articles homonymes, voir Martines.
 (septembre 2016).
Améliorez-le ou discutez des points à vérifier. 

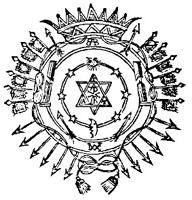
Cachet de J. Martinès de Pasqually.

Joachim Martinès de Pasqually (1727(?)-1774) est un thaumaturge, un voyageur d'origine incertaine et, selon René Guénon, un initié mais qui n'a pas "été au delà d’un certain degré encore assez limité, et ne dépassant pas en tout cas le domaine des « petits mystères »" . Il fut le fondateur de l'Ordre des chevaliers-maçons Élus Coëns de l'Univers, en 1761, et l'inspirateur de Louis-Claude de Saint-Martin et de Jean-Baptiste Willermoz. Le courant appelé martinisme, bien que revendiquant une filiation remontant à Martinès, est cependant sans rapport avec lui.

## Biographie
(août 2013).
Joachim Martinès de Pasqually apparaît soudainement vers 1754. Il commence alors une carrière de théurge et de thaumaturge, et impressionne [réf. souhaitée] ses confrères dans les sociétés secrètes et initiatiques de son époque.
On ignore aujourd'hui encore la date, le lieu de naissance et la nationalité exactes de Martinès. D'aucuns affirment qu'il était juif, sans cependant pouvoir l'établir de façon certaine. On a dit aussi qu'il était de nationalité portugaise, du fait qu'il est allé en 1772 recueillir un héritage à Saint-Domingue, et que Grainville, son fervent disciple, était originaire des Antilles. D'autres prétendent qu'il est né à Grenoble[réf. nécessaire]. On constate, en réalité, qu'on ne sait rien de certain de son origine. Ses activités avant 1760 sont, aussi, mal connues. Les historiens ne possèdent rien de réellement sûr. Sa piste est d'autant plus difficile à suivre qu'il a fait usage au cours de sa vie de plusieurs noms et signatures différents sur les documents officiels. René Guénon a consacré à Martinès de Pasqually deux articles qui font le point, en plus d'éléments nouveaux non publiés auparavant, des données biographiques et initiatiques relatives à Martinès.
Durant vingt années de 1754 à 1774, année de sa mort, Martinès de Pasqually travailla sans arrêt à la construction de son ordre des chevaliers-maçons Élus Coëns de l'Univers. En 1754, il fonde le chapitre des juges écossais à Montpellier. En 1761, il s'installe à Bordeaux, rejoint la franc-maçonnerie bordelaise et s'affilie à la loge La Française à Bordeaux et y fonde un temple coën. Cette loge La Française devient en 1764, la Française Élue Écossaise, pour indiquer par ce nouveau nom qu'elle possède un chapitre de grades supérieurs. Mais la direction de l'Obédience Maçonnique abolissant en 1766 toutes les constitutions relatives aux grades supérieurs aux trois premiers (apprenti, compagnon et maître), le chapitre se trouve suspendu. C'est en cette même année 1766 que Martinès vint à Paris et fonda un temple coën avec Bacon de la Chevalerie, Jean-Baptiste Willermoz, Fauger d'Ignéacourt, le comte de Lusignan, Henri de Loos, Grainville, etc.
En 1767, il établit son tribunal souverain qui devait régenter tout l'ordre des Élus Coëns. La rencontre avec Louis-Claude de Saint-Martin en 1768 devait avoir une grande importance pour l'un comme pour l'autre. La personnalité et l'enseignement de Martinès de Pasqually firent sur Saint-Martin une impression profonde et durable. Réciproquement, Martinès fut lui-même influencé par Saint-Martin. Ce dernier quitte l'uniforme en 1771 et devient le secrétaire de Martinès, remplaçant dans cette tâche l’abbé Pierre Fournié. De cette époque date la mise au point des rituels ainsi que la rédaction du Traité sur la réintégration des êtres, base doctrinale de la théurgie martinésiste.
Cette doctrine, destinée à une élite réunie sous le nom d'élus « coëns » (prêtres élus), connaîtra une fortune singulière, mais les opérations théurgiques resteront réservées aux seuls initiés. Martinès n'utilise la franc-maçonnerie qu'afin de greffer sur elle son propre système. Jusqu’en 1761, on le trouve à Montpellier, à Paris, à Lyon, à Bordeaux, à Marseille, à Avignon. En 1761, il construit son temple particulier à Avignon, où il réside jusqu’en 1766. À cette époque, l’ordre des Élus Coëns se présente comme un système de hauts grades enté sur la maçonnerie bleue. La première étape comprend trois grades symboliques, auxquels s’ajoute celui de maître parfait élu; puis viennent les grades coëns proprement dits : apprenti coën, compagnon coën, maître coën, grand architecte, chevalier d’Orient, commandeur d’Orient ; enfin, le dernier grade, consécration suprême, celui de réau-croix. En 1768, Jean-Baptiste Willermoz est ordonné réau-croix par Bacon de La Chevalerie. Louis-Claude de Saint-Martin, initié aux premiers grades vers 1765, devient commandeur d’Orient. Les années 1769 et 1770 voient les groupes coëns se multiplier très largement en France. En 1772, Saint-Martin est ordonné réau-croix.
Martinès, parti la même année pour Saint-Domingue afin de toucher un héritage, devait y mourir en 1774. Par la suite, l'Ordre se désagrège. Dès 1776, les temples coëns de La Rochelle, de Marseille, de Libourne rentrent dans le giron de la Grande Loge de France[réf. nécessaire]. En 1777, le cérémonial n'est plus en usage, semble-t-il, que dans quelques cénacles, comme Paris, Versailles, Eu. Enfin, en 1781, Sébastien Las Casas, troisième et dernier grand souverain des élus coëns (successeur de Caignet de Lester, décédé en 1778), ordonne la clôture des huit temples qui reconnaissent encore son autorité. Ni Caignet ni Las Casas n'ont joué un rôle bien important. Malgré cette clôture officielle, des élus coëns continuent à exercer la théurgie, à procéder à des ordinations. L’enseignement de Martinès n’est pas perdu pour autant ; au sein de la maçonnerie, il se répand encore longtemps après la mort de ce chef de file, grâce au système maçonnique institué par Willermoz peu après la mort de son maître.
Outre Willermoz et Saint-Martin, on connaît comme disciple de Martinès l'abbé Pierre Fournié. C’est vers 1768 que ce dernier rencontre le maître qui va bouleverser de fond en comble sa destinée et auprès duquel il exercera plusieurs mois les fonctions de « secrétaire ». Initié élu coën, le clerc tonsuré Fournié réside surtout à Bordeaux, où il sert d’intermédiaire entre différents membres de l’Ordre.
En 1776, Louis-Claude de Saint-Martin le dépeint comme un élu coën exceptionnellement favorisé en matière de manifestations surnaturelles ; Fournié en décrira lui-même quelques-unes dans son ouvrage Ce que nous avons été, ce que nous sommes et ce que nous deviendrons (1802), en redoutant d’en dire trop. Au moment de la Révolution, Fournié émigre en Angleterre, où il restera jusqu’à sa mort ; de là il correspond, de 1818 à 1821, avec le munichois Franz von Baader.
Selon les recherches de Georges C. et les éléments découverts par Friot et Michèle Nahon, à savoir un certificat de catholicité (publié cf. Bulletin de la Société Martines de Pasqually, Bordeaux) ainsi que les courriers de Martinès dans l'affaire du Guers, Martinès, pas plus que son père, ne pouvait être juif. La troisième raison est aussi qu'à l'époque, les juifs n'avaient pas encore le droit d'être francs-maçons. Ces informations infirment l'hypothèse contestée de Robert Amadou, qui écrivait que Martinès était « un métèque » juif espagnol (Louis-Claude de Saint-Martin et le martinisme, Paris, Éditions Le griffon d'or, 1946).
Quant à l'origine portugaise qu'un auteur soupçonne parce que Martinès se serait rendu à Saint-Domingue pour percevoir un legs, elle est caduque, car l'île de Saint-Domingue, qui effectivement fut sous la domination portugaise, avait pour particularité d'être coupée en deux, une partie française et une partie portugaise.
L'Ile de Saint-Domingue (Hispaniola) ne fut jamais sous domination portugaise, car les Frères de la Côte français puis les colons s'emparèrent du terrain abandonné progressivement par les Espagnols.
Donc, pour simplifier, disons que la partie ouest était placée sous la souveraineté française et que les Espagnols étaient implantés à l'est.(Henri Bernard Catus 27 mai 2009)
L'endroit de séjour de Martinès, à savoir Léogane et Port-au-Prince, était français et occupé par le régiment de Foix, qui fut la pépinière des élus coëns.
Le legs provenait sans doute de sa branche alliée, les Collas de Mauvignié, très riches colons français de l'île, originaires de Gornac près de Bordeaux. Martinès épousa Marguerite Angélique, fille d'Anselme Collas, le 27 août 1767 à Gornac. Il convient aussi de faire remarquer que le terme "coën", défini dans les écrits de Martinès, n'a strictement rien à voir avec le terme transformé "Cohen", utilisé encore fréquemment par des groupes martinistes.
Cependant, si Martinès parlait très bien le français, il l'écrivait très mal. Son fils, selon un rapport de police, parlait très bien l'espagnol. L'hypothèse d'une origine espagnole doit donc être retenue. Les recherches faites à Grenoble par G.C. sur tous les répertoires d'état civil sur une très large période prouvent que Martinès n'est pas inscrit à Grenoble. Mais il est possible que les enfants nés dans les corps militaires ne soient pas inscrits dans les registres paroissiaux. Grenoble conserve la trace d'un document indiquant que le capitaine Pasqually y fut en garnison, mais il peut s'agir d'un homonyme, lors de la remontée des corps militaires venant d'Espagne et servant dans l'armée française.
Grainville, le plus fidèle des secrétaires de Martinès, Réau-Croix, est né le 21 juin 1728, dans l'isle de Bourbon (maintenant Île de la Réunion), originaire de Normandie (archives historiques de l'armée de terre Château de Vincennes, Paris). Il termina sa carrière militaire en 1780 avec le rang de lieutenant-colonel.

## Doctrine
La doctrine de Martinès de Pasqually relève d'une tendance ésotérique chrétienne de la franc-maçonnerie, qualifiée d'illuministe. Cette tendance entend se rattacher à une Église invisible, indépendante de toute structure terrestre, pour retrouver la voie qui conduit à la connaissance des sources cachées de la nature en prévision de la destruction prochaine de l'Église matérielle. Il s'agit d'obtenir, par une initiation progressive, une connaissance directe de Dieu, unité primordiale, perdue depuis la faute d'Adam. Dans cette optique, le système maçonnique procure une structure adéquate pour ce parcours, emprunté à l'aide des méthodes occultistes.
Du point de vue religieux, la doctrine de Martinès tombe sous le coup de la bulle papale émise par le pape Clément XII In eminenti Apostolatus Specula. Celle-ci se présente elle-même comme la clef de toute cosmogonie eschatologique : Dieu, l'Unité primordiale, donna une volonté propre à des êtres « émanés » de lui, mais Lucifer, ayant voulu exercer lui-même la puissance créatrice, tomba victime de sa faute en entraînant certains esprits dans sa chute ; il se trouva enfermé avec eux dans une matière destinée par Dieu à leur servir de prison. Puis la Divinité envoya l'Homme, androgyne au corps glorieux et doué de pouvoirs immenses, pour garder ces rebelles et travailler à leur résipiscence ; c'est même à cette fin qu'il fut créé. Adam prévariqua à son tour et entraîna la matière dans sa chute ; il s'y trouve maintenant enfermé ; devenu physiquement mortel, il n’a plus qu’à essayer de sauver la matière et lui-même. Il peut y parvenir, avec l’aide du Christ, par la perfection intérieure, mais aussi par les opérations théurgiques qu'enseigne Martinès aux hommes de désir qu’il estime dignes de recevoir son initiation : fondées sur un rituel minutieux, ces opérations permettent au disciple d’entrer en rapport avec des entités angéliques qui se manifestent dans la chambre théurgique sous forme de « passes » rapides, généralement lumineuses ; ces dernières représentent des caractères ou hiéroglyphes, des signes des esprits invoqués par l’opérant, auquel les manifestations prouvent qu’il se trouve sur la bonne voie de la Réintégration.
Pour diffuser cette doctrine en France, Martinès de Pasqually fonda en 1767 l'« ordre des Chevalier Maçons Élus Coëns de l'Univers ». Il se dit lui-même héritier d'une longue tradition d'origine suprahumaine et inspiré lui-même.
Louis-Claude de Saint-Martin (1743-1803), approfondit la théorisation de la doctrine martinésiste. Pour lui, la révolution française, « miniature du Jugement dernier », est un avertissement envoyé par la Providence pour punir la décadence des Trônes et des Autels et retrouver en Dieu la source de toute sagesse politique et sociale.
Une nouvelle organisation de l'Ordre est le fait du soyeux lyonnais Jean-Baptiste Willermoz (1730-1824). Pour lui, la doctrine de la réintégration est à la base de maçonnerie primitive et authentique, qu'il s'agit de retrouver par la réunion sur cette base de tous les « rites et systèmes », en une véritable « science de l'Homme » selon l'adepte Joseph de Maistre, qui la défendit en 1821, sous l'apparence d'une controverse, dans ses Soirées de Saint-Pétersbourg.
À la fin du XIXe siècle, divers courants occultistes se sont réclamés de Martinès de Pasqually ; parmi ceux-ci, l'Ordre de la Rose-Croix catholique du Temple et du Graal, fondé en 1890 par Sâr Joséphin Mérodack (Joséphin Peladan) : celui-ci lutte contre la « décadence latine » par le retour à la religion de l'« Art-Dieu » et à une théocratie impériale. Il proclame : « La suprême laideur, c'est la démocratie. » Il a attiré à lui le courant symboliste dans ses salons d'art idéaliste mystique et influencé des auteurs comme Jules Barbey d'Aurevilly et Paul Bourget, partageant le refus de la laideur de la société moderne.

## Rituel
Voir Élus Coën.

### Ouvrage
- Martinès de Pasqually, Traité sur la réintégration des êtres dans leur première propriété, vertu et puissance spirituelle divine (1770-1772) (d'après le manuscrit de Louis-Claude de Saint-Martin), Diffusion rosicrucienne, collection martiniste, 1999. Ou édition par Robert Amadou, Robert Dumas éditeur, 1974, 578 p., "version originale éditée pour la première fois en regard de la version publiée en 1899" : Traité de la réintégration des êtres créées dans leurs primitives propriétés, vertus et puissances spirituelles divines.

### Études sur Martinès de Pasqually
- René Guénon, L'énigme de Martinès de Pasqually, Repris dans Études sur La Franc-maçonnerie et le Compagnonage, Éditions Traditionnelles, Paris.
- Franz von Baader, Les Enseignements secrets de Martinès de Pasqually, précédé d'une Notice sur le martinézisme et le martinisme, Bibliothèque Chacornac, 1900 ; rééd. Robert Dumas, 1976 ; Éditions Télétès, 2004.
- Gilles Le Pape, Les écritures magiques, Aux sources du Registre des 2400 noms d'anges et d'archanges de Martinès de Pasqually, Arché Edidit, 2006.
- G. Van Rijnberk, Un thaumaturge au XVIIIe s. : Martines de Pasqually. Sa vie, son œuvre, son ordre, t. I, Paris, Alcan, 1935 ; t. II, Lyon, Derain-Raclet, 1938
- Jean-Marc Vivenza, Le Martinisme, l'enseignement secret des Maîtres, Martinès de Pasqually, Louis-Claude de Saint-Martin et Jean-Baptiste Willermoz, fondateur du Régime Écossais Rectifié, Le Mercure Dauphinois, 2006.
- Jean-Marc Vivenza, Les élus coëns et le Régime Écossais Rectifié : de l'influence de la doctrine de Martinès de Pasqually sur Jean-Baptiste Willermoz, Le Mercure Dauphinois, 2010.
- Jean-Marc Vivenza, La doctrine de la réintégration des êtres, Éditions la Pierre Philosophale, 2012 (2e édition 2013) (notice BnF no  FRBNF44452341).
- Michelle Nahon, Martinès de Pasqually : Un énigmatique franc-maçon théurge du XVIIIe siècle fondateur de l'ordre des Élus Coëns, Pascal Galodé Editions, 2011.
- Serge Caillet, Martinès de Pasqually, le théurge inconnu, Signatura, 2009.
- Dominique Vergnolle, Martines de Pasqually et les élus coëns : exégètes et ministres du judéo-christianisme, Aubagne, Ed. de la Tarente, 2019 (1re éd. 2019), 421 p. (ISBN 978-2-916280-48-6)
- Edmond Mazet, Cosmologie et anthropologie chez Martinez de Pasqually, Les Cahiers Verts n°10-12, 1992.
- Alain Marbeuf, Martinès de Pasqually et La Gnose valentinienne, The Rose+Croix Journal, vol. 5, 2008.
- André Kervella, Aux sources du Régime Écossais Rectifié, Martinès de Pasqually, La Pierre Philosophale, 2017.
- Jean-Marc Vivenza, Martinès de Pasqually et Jean-Baptiste Willermoz, Vie, doctrine et pratiques théurgiques de l’Ordre des Chevaliers Maçons Élus Coëns de l’Univers, Le Mercure Dauphinois, 2020  (ISBN 978-2-35662-472-7)

### Ouvrage sur les Élus Coëns
- Robert Amadou, "Rituels d'initiation des élus coën".
- Serge Caillet, Les Sept sceaux des élus coëns, Le Mercure Dauphinois, 2011.

### Source
Cette biographie est une reproduction partielle de celle (en copyleft) du site . Il n'existe pas de portrait authentifié de Martinès de Pasqually. Un autre sceau de Martinès est visible à l'adresse 